# Barumbadings
Barumbadings (también conocida como Barumbadings: Vol 1. Dead Mother, Dead All) es una película de acción criminal de comedia negra filipina de 2021 escrita y dirigida por Darryl Yap. Está protagonizada por Joel Torre, Jeric Raval, Mark Anthony Fernandez, Baron Geisler y John Lapus. La película trata sobre tres gánsteres homosexuales que lloran la muerte de su tutor gay, pero terminan celebrando su brillante y colorida vida. Los personajes principales llevan el nombre de los miembros principales de las SexBomb Girls y su mánager, Joy Cancio.

## Reparto
- Joel Torre como Mother Joy: La que adoptó a los tres gais, Izzy, Jopay y Rochelle.[7]
- Jeric Raval como Izzy.[8]
- Mark Anthony Fernández como Jopay.[9]
- Baron Geisler como Rochelle.[10]
- John Lapus como Queenpin: el líder de Barumbadings y el que da órdenes a Izzy, Jopay y Rochelle.
- Francine García como Trixie.
- Cecil Paz como Buchi the Butcher: Ex amante de Queenpin.
- Carlo Mendoza como Rochelle joven.
- Janrey Torres como Izzy joven.
- Lance Russell Obrero como Jopay joven.
- Jobelyn Manuel como Dedo derecho de Buchi.
- Loren Mirañas como Dedo izquierdo de Buchi.

## Lanzamiento
La película se estrenó en Filipinas a través de streaming en Vivamax el 5 de noviembre de 2021.

## Recepción
JE CC de PinoyFeeds le dio a la película una crítica positiva y escribió: «La acción y la comedia forman una unión satisfactoria en esta función de Darryl Yap que aborda los crímenes de odio contra las personas homosexuales».

## Futuro
Baron Geisler confirmó que será parte de las 4 próximas secuelas de Barumbadings.